# لوسی گرین
لوسیندا می لوسی گرین (انگلیسی: Lucie Green; ۱۹۷۴/۱۹۷۵ (۴۹–۵۰ سال)) یک مروج علمی و فیزیکدان خورشیدی بریتانیایی است. گرین استاد فیزیک و پژوهشگر دانشگاهی انجمن سلطنتی (پیش‌تر بورسیه دوروتی هاجکین انجمن سلطنتی) در آزمایشگاه علوم فضایی مولارد (MSSL) دانشگاه کالج لندن (UCL) است. او برنامه مشارکت عمومی MSSL را مدیریت می‌کند و در هیئت مدیره بخش فیزیک خورشیدی اروپا (ESPD) انجمن فیزیک اروپا و هیئت مشورتی موزه علوم لندن عضویت دارد.
در سال ۲۰۱۳، گرین پس از درگذشت سر پاتریک مور، به عنوان اولین مجری زن برنامه «آسمان شب» (The Sky at Night) انتخاب شد. تحقیقات گرین عمدتاً بر فعالیت‌های جوی خورشید متمرکز است، به ویژه بر روی خروج جرم از تاج خورشیدی (CME) و تغییرات میدان مغناطیسی خورشید که باعث این پدیده‌ها می‌شود.

## زندگی اولیه و تحصیلات
گرین در سال ۱۹۷۴ یا ۱۹۷۵ متولد شد. او در مدرسه دیم آلیس هارپر در بدفوردشایر تحصیل کرد و ۹ مدرک GCSE و ۴ مدرک آ لول دریافت کرد. پس از مدرسه ابتدا به تحصیل هنر پرداخت، اما بعداً تصمیم گرفت فیزیک بخواند. او مدرک کارشناسی ارشد فیزیک با گرایش اخترفیزیک را از دانشگاه ساسکس دریافت کرد و در سال ۲۰۰۲ دکترای خود را در فیزیک خورشیدی از MSSL دانشگاه کالج لندن اخذ نمود.
فیونا کلمنتس، معلم سابق فیزیک گرین، دربارهٔ او می‌گوید: «او مدافع بزرگی برای زنان جوان در علم است و ما به این افتخار می‌کنیم که او با بازگشت به مدرسه و صحبت دربارهٔ تحقیقاتش با دانش‌آموزان، این مؤسسه را به یاد می‌آورد.»
گرین دربارهٔ علاقه خود به فیزیک می‌گوید: «من از دوران مدرسه همیشه به فیزیک علاقه داشتم. این علاقه من بود: حل مسئله یا پرسش‌هایی مطرح کردن و سپس یافتن راه‌هایی برای پاسخ به آن سوالات. اما هرگز آرزوی شدیدی برای دانشمند فضایی شدن نداشتم و حتی در آن زمان به نجوم آماتوری هم علاقه‌ای نداشتم.»

## فعالیت‌های حرفه‌ای
پس از اخذ دکترا، گرین به دانشکده فیزیک و نجوم دانشگاه کاردیف نقل مکان کرد و به عنوان هماهنگ‌کننده پروژه تلسکوپ فولکس منصوب شد. این پروژه امکان استفاده مدارس از دو تلسکوپ دو متری واقع در هاوایی و استرالیا را به صورت کنترل از راه دور فراهم می‌کند.
گرین در حال حاضر بر روی الگوی میدان‌های مغناطیسی در جو خورشید تحقیق می‌کند که گاهی به صورت خروج جرم از تاج خورشیدی فوران می‌کنند و تأثیر این پدیده‌ها بر فعالیت‌های ژئومغناطیسی و پیامدهای آن برای ساکنان زمین را بررسی می‌نماید. از سال ۲۰۰۶ تا ۲۰۱۲، او عضو کمیته آموزش انجمن سلطنتی بود و در تهیه گزارش‌های «وضعیت کشور» این انجمن مشارکت داشت. او همچنین عضو کمیته راهبردی UCL برای مشارکت عمومی است.

### مأموریت مدارگرد خورشیدی
گرین در توسعه مدارگرد خورشیدی (Solar Orbiter)، یک ماهواره رصد خورشید که توسط آژانس فضایی اروپا (ESA) در حال توسعه است، مشارکت دارد. هدف این مأموریت انجام مطالعات دقیق و با وضوح بالا از خورشید برای درک بهتر رفتار آن، هلیوسفر، بادهای خورشیدی و میدان مغناطیسی تاج خورشیدی است.

### حضور در رسانه‌ها
گرین به‌طور منظم در برنامه‌های تلویزیونی و رادیویی از جمله «آسمان شب»، «ستاره‌شناسی زنده»، «تاریخ ستاره‌ها»، «افق»، «تبادل» و «نمایش یک» ظاهر می‌شود. برنامه‌های رادیویی او شامل «قفس میمون بی‌نهایت»، «شنبه زنده»، «عصر» (رادیو ۴ بی‌بی‌سی)، «جهان ماده»، «رادیو اسلو» (آمریکا)، «ساعت خبر» (سرویس جهانی بی‌بی‌سی) و چندین برنامه دیگر می‌شود.